# Spadellidae
Famille
Les Spadellidae sont une famille de chaetognathes de la classe des Sagittoidae. Elle a été décrite par Takasi Tokioka en 1965.

## Liste des genres et espèces
Cette famille comprend cinq genres : 
- Bathyspadella Tokioka, 1939
  - Bathyspadella edentata Tokioka, 1939
  - Bathyspadella oxydentata Miyamoto & Nishida, 2011
- Calispadella Casanova & Moreau, 2005
  - Calispadella alata Casanova & Moreau, 2005
- Hemispadella Casanova, 1996
  - Hemispadella dauvini Casanova, 1996
- Paraspadella Salvini-Plawen, 1986
  - Paraspadella anops Bowman & Bieri, 1989
  - Paraspadella caecafea (Salvini-Plawen, 1986)
  - Paraspadella gotoi Casanova, 1990
  - Paraspadella johnstoni (Mawson, 1944)
  - Paraspadella legazpichessi (Alvarino, 1981)
  - Paraspadella nana (Owre, 1963)
  - Paraspadella pimukatharos (Alvarino, 1987)
  - Paraspadella pulchella (Owre, 1963)
  - Paraspadella schizoptera (Conant, 1895)
  - Paraspadella sheardi (Mawson, 1944)
- Spadella Langerhans, 1880
  - Spadella angulata Tokioka, 1951
  - Spadella antarctica Casanova, 1991
  - Spadella birostrata Casanova, 1987
  - Spadella boucheri Casanova & Perez, 2000
  - Spadella bradshawi Bieri, 1974
  - Spadella cephaloptera (Busch, 1851)
  - Spadella duverti Hernandez, De Vera & Casanova, 2009
  - Spadella equidentata Casanova, 1987
  - Spadella gaetanoi Alvarino, 1978
  - Spadella interstitialis Kapp & Giere, 2005
  - Spadella japonica Casanova, 1993
  - Spadella kappae Schmidt-Rhaesa & Vieler, 2018
  - Spadella lainezi Casanova, Hernandez & Jimenez, 2006
  - Spadella ledoyeri Casanova, 1986
  - Spadella moretonensis Johnson & Taylor, 1920
  - Spadella nunezi Casanova & Moreau, 2004
  - Spadella valsalinae Winkelmann, Gasmi, Gretschel, Müller & Perez, 2012
  - Spadella xcalakensis Tovar & Suarez-Morales, 2007

## Publication originale
- (en) Takasi Tokioka, « The Taxonomical Outline of Chaetognatha », Publications of the Seto Marine Biological Laboratory, SMBL (d), vol. 12, no 5,‎ 10 mars 1965, p. 335-357 (ISSN 0037-2870 et 2189-2695, DOI 10.5134/175381, lire en ligne).